# Máximo Mosquera
Máximo Mosquera   (Chincha Alta, 8 de gener de 1928 - Lima, 27 de juliol de 2016) fou un futbolista peruà de la dècada de 1950.
Fou 31 cops internacional amb la selecció del Perú.
Pel que fa a clubs, defensà els colors de Deportivo Municipal, Deportivo Cali, Alianza Lima, Sporting Cristal, CE Atlètic Balears i Cadis CF. Guanyà la lliga peruana amb Deportivo Municipal (1943), Alianza Lima (1952, 1954, 1955), i Sporting Cristal (1956). In the 1955 season he was the top scorer in the league, with 11 goals.